# Para (okrug)
Para je jedan od deset okruga u Surinamu. 

## Zemljopis
Okrug se nalazi u sjevernom dijelu zemlje, prostire se na 5.393 km2.  Susjedni surinamski okruzi su Saramacca, Paramaribo i Commewijne na sjeveru, Brokopondo na jugu, Marowijne na istoku. Dok s okrugom Sipaliwini graniči na zapadu, istoku i jugu. Središte okruga je naselje  Onverwacht, ostala veća naselja su Paranam, Sabana i Zanderij.

## Demografija
Prema podacima iz 2012. godine u okrugu živi 24.700 stanovnika, dok je prosječna gustoća naseljenosti 4,6 stanovnika na km².

## Administrativna podjela
Okrug je podjeljen na pet općina (nizozemski: resort) .
| Općina     | Površina km² | Gustoća stan./km² | Stanovništvo (2004.) |
| ---------- | ------------ | ----------------- | -------------------- |
| Noord      | 236          | 27,3              | 6.442                |
| Oost       | 446          | 16,5              | 7.349                |
| Zuid       | 909          | 4,8               | 4.403                |
| Bigi Poika | 2.361        | 0,1               | 335                  |
| Carolina   | 1.441        | 0,2               | 220                  |

## Vanjske poveznice
- Informacije o okrugu Para